# A147 (Russland)
Die A147 ist eine Fernstraße in Russland. Sie führt von der Siedlung Dschubga nordwestlich von Tuapse über mehr als 200 km entlang der Küste des Schwarzen Meeres zur georgischen (abchasischen) Grenze. Sie ist Teil der Europastraße 97.
Zur Zeit der Sowjetunion führte die Straße als M27 weiter über Tiflis, Hauptstadt der damaligen Georgischen SSR, nach Baku, Hauptstadt der Aserbaidschanischen SSR. Bis in die 1990er-Jahre gehörte innerhalb Russlands auch der Abschnitt von der Siedlung Abrau-Djurso bei Noworossijsk entlang der Schwarzmeerküste bis Dschubga zur M27. Als jedoch die frühere A147 von Krasnodar über den Kaukasus-Hauptkamm nach Dschubga ausgebaut und zur über Krasnodar hinaus verlängerten M4 aufgewertet wurde, kam auch der 114 km lange Abschnitt zwischen Dschubga und Noworossijsk zur M4. 2010 erhielt der verbliebene Abschnitt der M27 die freigewordene Nummer A147.
Die A147 ist zwischen Sotschi und Adler auf einer Länge von 8,2 km als Schnellstraße ausgebaut. Zukünftig soll auch zwischen Dschubga und Sotschi eine Schnellstraße gebaut werden, da die A147 zum einen den stetig steigenden Verkehr nicht mehr bewältigen kann und zum anderen viele enge Kurven aufweist. Der Bau der Schnellstraße wird aufgrund der topografischen Lage an der Schwarzmeerküste eine technische Herausforderung. Es müssen zahlreiche Kunstbauten errichtet werden. Mit geschätzten Kosten von 600 Milliarden Rubel wird sie die teuerste Autobahn Russlands.

## Verlauf
(in Klammern Kilometrierung gemäß ursprünglichem Verlauf, siehe unten)
0 (137) km – Dschubga, Anschluss an die M4 Moskau – Noworossijsk ()
23 (160) km – Nowomichailowski
60 (197) km – Tuapse
108 (245) km – Lasarewskoje
165 (302) km – Dagomys
185 (322) km – Sotschi
204 (341) km – Adler
217 (354) km – Grenze zu Georgien ()

## Früherer Verlauf als M27

### Bis Dschubga
0 km – Abrau-Djurso
23 km – Noworossijsk, Anschluss der A290 (früher M25)
44 km – Kabardinka
59 km – Gelendschik
96 km – Pschada
137 km – Dschubga

### Ab georgischer Grenze (bis 1991)
354 km – GEORGIEN (Grenze)
379 km – Gagra
393 km – Abzweigung der A 309 nach Awadchara
429 km – Gudauta
449 km – Achali Atoni (Nowy Afon)
473 km – Sochumi (Suchumi)
482 km – Matschara
528 km – Otschamtschire
554 km – Gali
579 km – Sugdidi
606 km – Chobi
618 km – Teklati, Abzweigung der A 305 nach Poti und Batumi
623 km – Senaki
633 km – Abascha
657 km – Samtredia
687 km – Kutaissi, Abzweigung der A 307
717 km – Terschola
727 km – Sestaponi
792 km – Surami
798 km – Chaschuri, Abzweigung der A 308 nach Bordschomi
748 km – Gori
789 km – Kaspi
820 km – Mzcheta
849 km – Tiflis
870 km – Rustawi
909 km – ASERBAIDSCHAN
966 km – Qazax
975 km – Akstafa
997 km – Tovuz
1078 km – Gəncə
1143 km – Yevlax, Abzweigung der A 316 und A 317
1159 km – Abzweigung nach Mingəçevir
1199 km – Agdaş
1223 km – Göyçay
1248 km – Karamarjam, Abzweigung der A 315
1284 km – Ağsu
1321 km – Samaxı
1353 km – Maraza
1439 km – Baku, M 29, A 322